# Winamac
Winamac – miasto w Stanach Zjednoczonych, w stanie Indiana, siedziba administracyjna hrabstwa Pulaski.